# Darjuš Lavrinovič
Darjuš Lavrinovič (nacido en Vilna, Lituania, el 1 de noviembre de 1979) es un exjugador de baloncesto lituano. Con 2,12 metros de estatura, jugaba en la posición de pívot.

## Carrera
Comenzó su carrera como jugador en el Alytus Alita, club en el que debutó como profesional en 1996 y en el que permaneció hasta 2003. En 2004 fichó por Zalgiris Kaunas, lo que supuso un salto de calidad en su carrera y la llegada del momento en el que pelear por títulos.
Ganó una Liga Báltica y dos ligas lituanas consecutivas en sus dos primeras temporadas en Kaunas. En su última temporada allí, la 2005/06, no consiguió títulos, pero fue el líder de la liga lituana y de la Liga Báltica en rebotes y el líder de la Euroliga en tapones realizados, lo que le sirvió para ser incluido en el segundo quinteto ideal de esta última competición.
Su primera experiencia fuera de Lituania la tuvo en Rusia, fichando por el Unics Kazán en 2006. En este equipo jugó durante dos temporadas, pero su palmarés a nivel de clubes no aumentó.
El Dinamo de Moscú ha sido su último equipo antes de llegar al Real Madrid, al cual se incorporó al inicio de la temporada 2009/10 a las órdenes de Ettore Messina y del que fue su 5 titular durante la mayor parte de la misma. 
En julio de 2010 se confirmó su fichaje por el Fenerbahçe Ülkerspor de la liga turca. Militó, durante el 2011-2012,  en las filas del PBC CSKA Moscú
En 2016, los gemelos más famosos del baloncesto europeo, Ksistof y Darjus Lavrinovic, continuarán su carrera deportiva en el Lietkabelis lituano, equipo que disputará Liga y Eurocup. Darjus vuelve al baloncesto lituano tras dos temporadas en el Reggio Emilia, donde la temporada 2015-16 promedió 9.5 puntos y 3.7 rebotes en la Lega, y 10.9 puntos y 3.0 rebotes en la Eurocup.

## Trayectoria deportiva

### Selección
- 2005. Lituania. Eurobasket, en Serbia y Montenegro.
- 2006. Lituania. Mundial, en Japón.
- 2007. Lituania. Eurobasket, en España. Bronce
- 2008. Lituania. Juegos Olímpicos, en Pekín (China).
- 2009. Lituania. Eurobasket, en Polonia.

## Palmarés
- Liga de Lituania: 3

Žalgiris Kaunas: 2003-04, 2004-05, 2012-13S
- Liga de Turquía: 1

Fenerbahçe Ülker: 2010-11
- Liga de Rusia: 1

CSKA Moscú: 2011-12
- Liga de Ucrania:  1

BC Budivelnyk: 2013-14
- Liga báltica: 1

Žalgiris Kaunas: 2004-05
- VTB United League: 1

CSKA Moscú: 2011-12
- Supercopa de Italia: 1

Pallacanestro Reggiana: 2015

## Nominaciones
- (2005-06) Zalgiris Kaunas (Lituania). Euroleague. Es elegido en el 2.º mejor quinteto de la competición
- (2005-06) Zalgiris Kaunas (Lituania). Euroleague. Lidera la competición en tapones por partido (2,71)
- (2005-06) Zalgiris Kaunas (Lituania). Liga Báltica. Participa en el All Star
- (2007-08) Unics Kazán (Rusia). ULEB Cup. MVP de la semana 14
- (2009-10) Real Madrid. Euroleague. MVP de la semana 1

## Personal
Tiene un hermano gemelo, también internacional por Lituania, llamado Kšyštof.